# Federazione calcistica della Galizia
La Federazione calcistica della Galizia (o Federación Gallega de Fútbol o semplicemente FGF) è l'organo che governa il calcio in Galizia, regione autonoma della Spagna. Fu fondata nel 1909 e ha sede a La Coruña. 
Organizza il Grupo 1 della Tercera División, come parte del sistema calcistico della federazione spagnola (RFEF). Organizza anche la Copa Galicia e svariate competizioni minori a carattere regionale.
L'organo non è affiliato né alla FIFA né alla UEFA e dal 1913 al 1940 ha organizzato il campionato galiziano di calcio.